# Japaratinga
Japaratinga là một đô thị ở bang Alagoas, Brasil. 
Đô thị này có diện tích 85,9 km2, dân số năm 2008 là 7686 người.